# Jealous One’s Envy
Jealous One’s Envy – drugi studyjny album latynoskiego rapera Fat Joego, wydanym w 1995 roku.

## Lista utworów
| #  | Tytuł                                 | Producent(ci)    | Wykonawca(cy)                           | Czas | Sample                                                                          |
| -- | ------------------------------------- | ---------------- | --------------------------------------- | ---- | ------------------------------------------------------------------------------- |
| 1  | "Bronx Tale"                          | Diamond D        | Fat Joe, KRS-One                        | 3:55 | - "Shoreline Drive" – Sammy Nestico - "Come Clean" – Jeru the Damaja            |
| 2  | "Success"                             | Domingo          | Fat Joe                                 | 3:50 | - "Living in Dreams" – Herb Ohta                                                |
| 3  | "Envy"                                | L.E.S.           | Fat Joe                                 | 4:11 | - "Sexual Healing" – Marvin Gaye                                                |
| 4  | "Gangbanging Interlude"               |                  | *Interlude*                             | 0:54 | - Dialog z filmu pt. "The Warriors"                                             |
| 5  | "Fat Joe's in Town"                   | L.E.S.           | Doo Wop, Fat Joe                        | 3:42 | - "Ask of You" – Raphael Saadiq                                                 |
| 6  | "Part Deux"                           | Domingo          | Fat Joe                                 | 3:15 | - "Love Serenade" – Barry White                                                 |
| 7  | "King NY"                             |                  | *Interlude*                             | 1:01 | - Dialog z filmu pt. "King of New York"                                         |
| 8  | "The Shit Is Real (DJ Premier Remix)" | DJ Premier       | Fat Joe                                 | 4:36 | - "The World is a Ghetto" – Ahmad Jamal - "Uphill Peace of Mind" – Kid Dynamite |
| 9  | "Fat Joe's Way"                       |                  | *Interlude*                             | 1:01 | - "The Godfather Main Title" – Nino Rota                                        |
| 10 | "Respect Mine"                        | Joe Fatal        | Fat Joe, Raekwon                        | 3:20 | - "Holy Are You" – The Electric Prunes                                          |
| 11 | "Watch Out"                           | Diamond D        | Fat Joe, Armageddon, Big Pun, Keith Nut | 3:38 | - "Funky Man" – Kool & the Gang                                                 |
| 12 | "Say Word"                            | Domingo          | Fat Joe, Big Pun                        | 3:29 | - "Munchies For Your Love" – Bootsy's Rubber Band                               |
| 13 | "Success (DJ Premier Remix)"          | DJ Premier       | Fat Joe                                 | 4:10 | - "Hydra" – Grover Washington Jr.                                               |
| 14 | "Dedication"                          | Domingo, Fat Joe | Fat Joe                                 | 3:24 | - "In the Mood" – Tyrone Davis                                                  |
| 15 | "Bronx Keeps Creating It"             | Joe Fatal        | Fat Joe                                 | 3:28 | - "Holy Thursday" – David Axelrod                                               |

## Single
| Informacje o singlu                                                                        |
| ------------------------------------------------------------------------------------------ |
| "Success" - Wydany: 25 listopada, 1995 - B-side: "Part Deux"                               |
| "Envy" - Wydany: 13 lutego, 1996 - B-side: "Firewater" feat. Big Pun, Raekwon & Armageddon |

## Pozycja na listach
| Lista (1995)                          | Pozycja |
| ------------------------------------- | ------- |
| U.S. Billboard 200                    | 71      |
| U.S. Billboard Top R&B/Hip-Hop Albums | 7       |

## Pozycja singli
The Shit Is Real
| Lista                              | Pozycja |
| ---------------------------------- | ------- |
| Hot Rap Singles                    | 38      |
| Hot Dance Music/Maxi Singles Sales | 44      |

Success
| Lista                              | Pozycja |
| ---------------------------------- | ------- |
| Hot Dance Music/Maxi Singles Sales | 20      |

Envy
| Lista                              | Pozycja |
| ---------------------------------- | ------- |
| Hot Rap Singles                    | 8       |
| Hot Dance Music/Maxi Singles Sales | 13      |
| Hot R&B/Hip-Hop Singles & Tracks   | 44      |
| Billboard Hot 100                  | 76      |